# St.-Gertrud-Kirche (Lübeck)

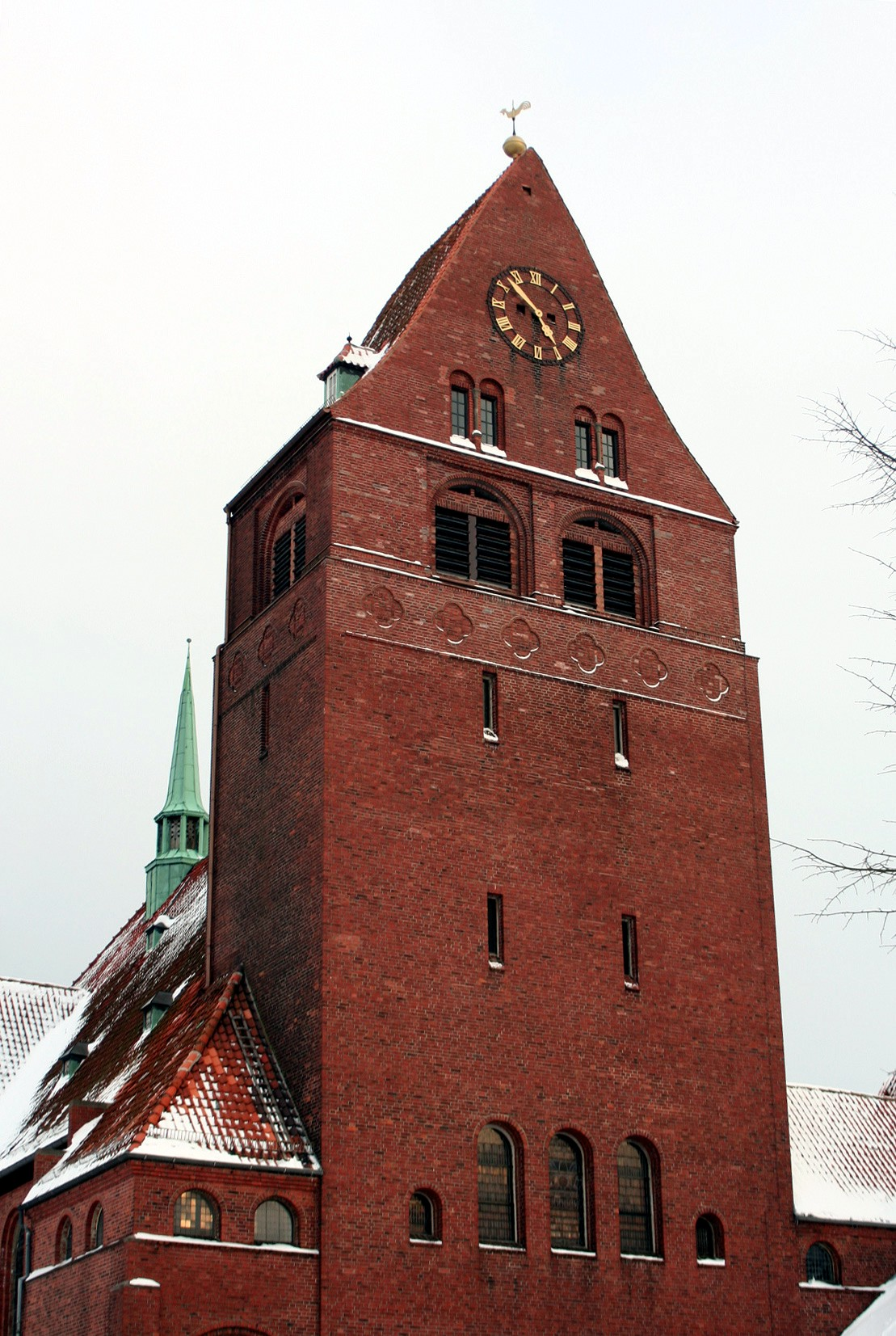
St. Gertrud

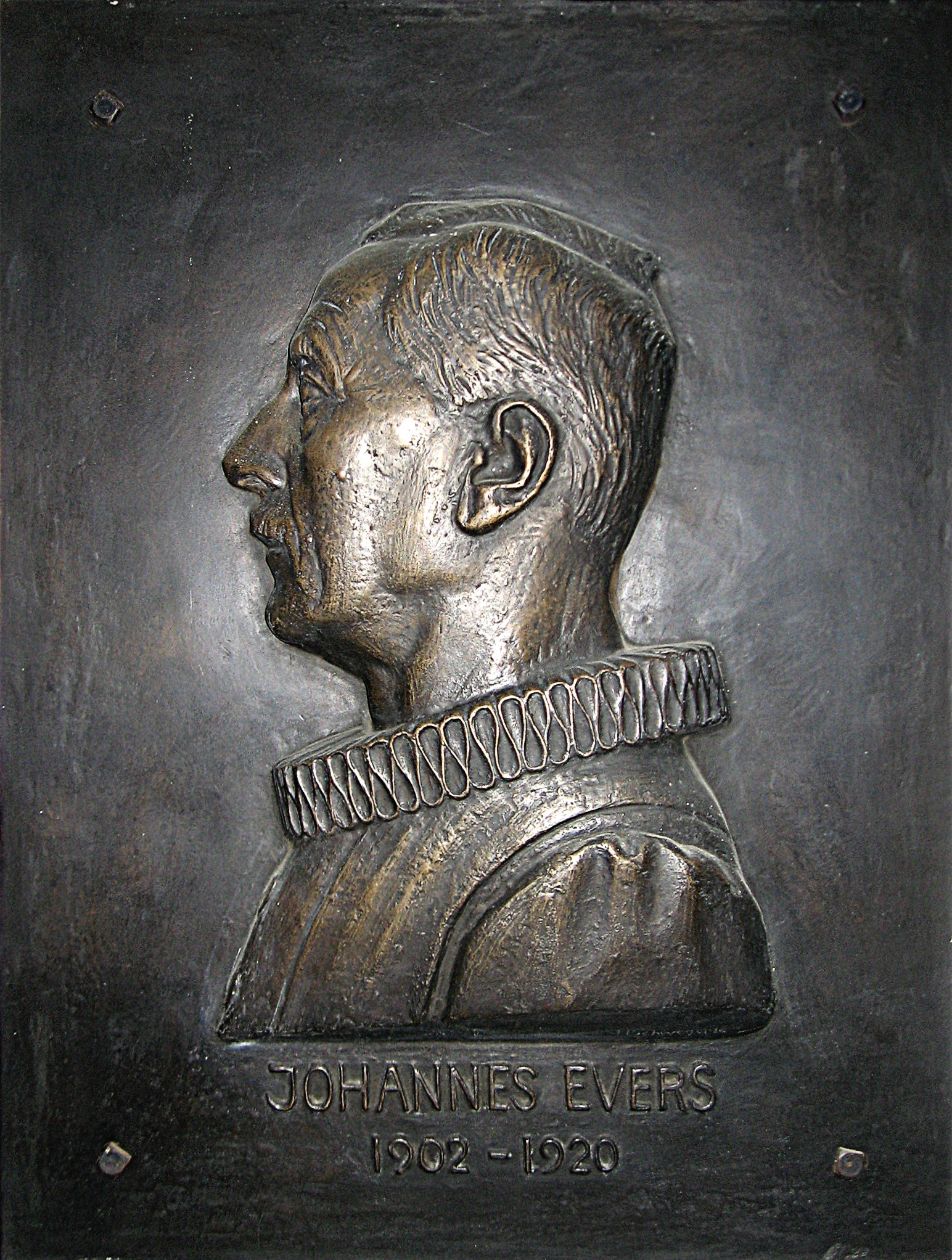
Johannes Ewers

Die St.-Gertrud-Kirche in Lübeck ist die nach einem Entwurf der Charlottenburger Architekten Jürgensen & Bachmann erbaute Gemeindekirche der evangelischen Kirchengemeinde im Lübecker Stadtteil St. Gertrud, die der Heiligen Gertrud von Nivelles geweiht ist. Das Patrozinium ist für die Vorstadt auf dem Burgfeld vor dem Burgtor seit dem Mittelalter historisch. 1373 weihte der Lübecker Bischof Burkhard von Serkem die erste St.-Gertruden-Kapelle.

## Geschichte
Die Gemeinde der Gertrudkirche oberhalb des Lübecker Stadtparks entstand 1902 durch die Teilung der Gemeinde der Lübecker Hauptkirche St. Jakobi. Die Bevölkerungsentwicklung der zur Jakobigemeinde neben der nördlichen Altstadt gehörenden Vorstadt St. Gertrud hatte sich von 934 Einwohnern im Jahr 1845 auf 7.777 im Jahr 1900 vervielfacht.
Erster Pastor der neuen Gemeinde wurde bis 1920 Johannes Evers. Wie Johannes Bernhard beim Neubau der St.-Lorenz-Kirche galt Evers als treibende Kraft bei ihrer Gemeindegründung und dem Bau ihrer Kirche. Die Gemeinde erwählte ihn 1909 zu ihrem Hauptpastor. Zu seinem 75. Geburtstag ehrte die Gemeinde ihren in seinen letzten Tagen in ihrer Kirche zum Senior der Evangelisch-Lutherischen Kirche in Lübeck ernannten und danach zum Hauptpastor der Marienkirche erwählten einstigen Hirten für sein dortiges Wirken. Hierfür ließ sie von Professor Hans Schwegerle, einem Sohn Lübecks, angefertigtes Relief aus Bronze von ihm anfertigen. Dieses hängt bis heute im Kirchenmittelbau.
Sein Nachfolger wurde Johannes Kanitz (1878–1939), der Vater von Joachim Kanitz. Im Kirchenkampf gehörten Kanitz, sein Nachfolger Hützen und sein Kollege Johannes (Hans) Schulz der Bekennenden Kirche an, während der dritte Pastor der Gemeinde, Horst Scheunemann, der 1933 in die Gemeinde kam und bis 1973 blieb, ein Anhänger der Deutschen Christen war. Die dadurch ausgelösten Spannungen in der Gemeinde hatten Anfang 1937 ihren Höhepunkt in der Inhaftierung des Organisten Jan Bender.
Das Kirchengebäude, für das bei Lübecker Bürgern schon seit 1899 Spendengelder gesammelt worden waren, wurde 1909 bis 1910 durch die Berliner Architekten Peter Jürgensen und Jürgen Bachmann als Backsteinbau unter stilistischem Einfluss des ausgehenden Jugendstils errichtet. Das Grundstück war eine Schenkung des Heiligen-Geist-Hospitals. Die originale Inneneinrichtung wurde 1962 entfernt. 1921 erhielt die Kirche ein Ehrenmal für ihre Gefallenen des Ersten Weltkriegs nach einem Entwurf von Max Kutschmann. Die einschiffige Kirche fasst etwa 700 Personen.

## Glocken
Die Kirche verfügt über drei Glocken. Die ursprünglichen Glocken wurden für den Neubau von M & O Ohlsson 1909 gegossen und nach den Reformatoren Luther, Melanchthon und Bugenhagen benannt. Sie hatten die Schlagtöne (d1-e1-g1). Die beiden kleineren Glocken (Melanchthon und Bugenhagen) mussten 1915 im Ersten Weltkrieg abgeben werden. 1925 wurden die beiden kleineren Glocken mit den gleichen Namen und Schlagtönen ebenfalls von M & O Ohlsson nachgegossen. Die größte Glocke (Luther) und die mittlere Glocke (Melanchthon) mussten im Zweiten Weltkrieg abgeliefert werden und gingen so verloren. Nur die kleinste Glocke (Bugenhagen) blieb erhalten. Nach dem Zweiten Weltkrieg wurde Ersatz geschaffen; eine etwa 120 cm hohe Glocke im Schlagton e1 von J. F. Kreysell (1728) wurde vom Hamburger Glockenfriedhof geholt und 1958 wurde von der Glockengießerei Rincker noch eine große Glocke gegossen; sie hat den Namen "Gedächtnisglocke" und hat den Schlagton c1. Seitdem erklingt das Geläut in (c1-e1-g1, C-Dur).

## Orgel

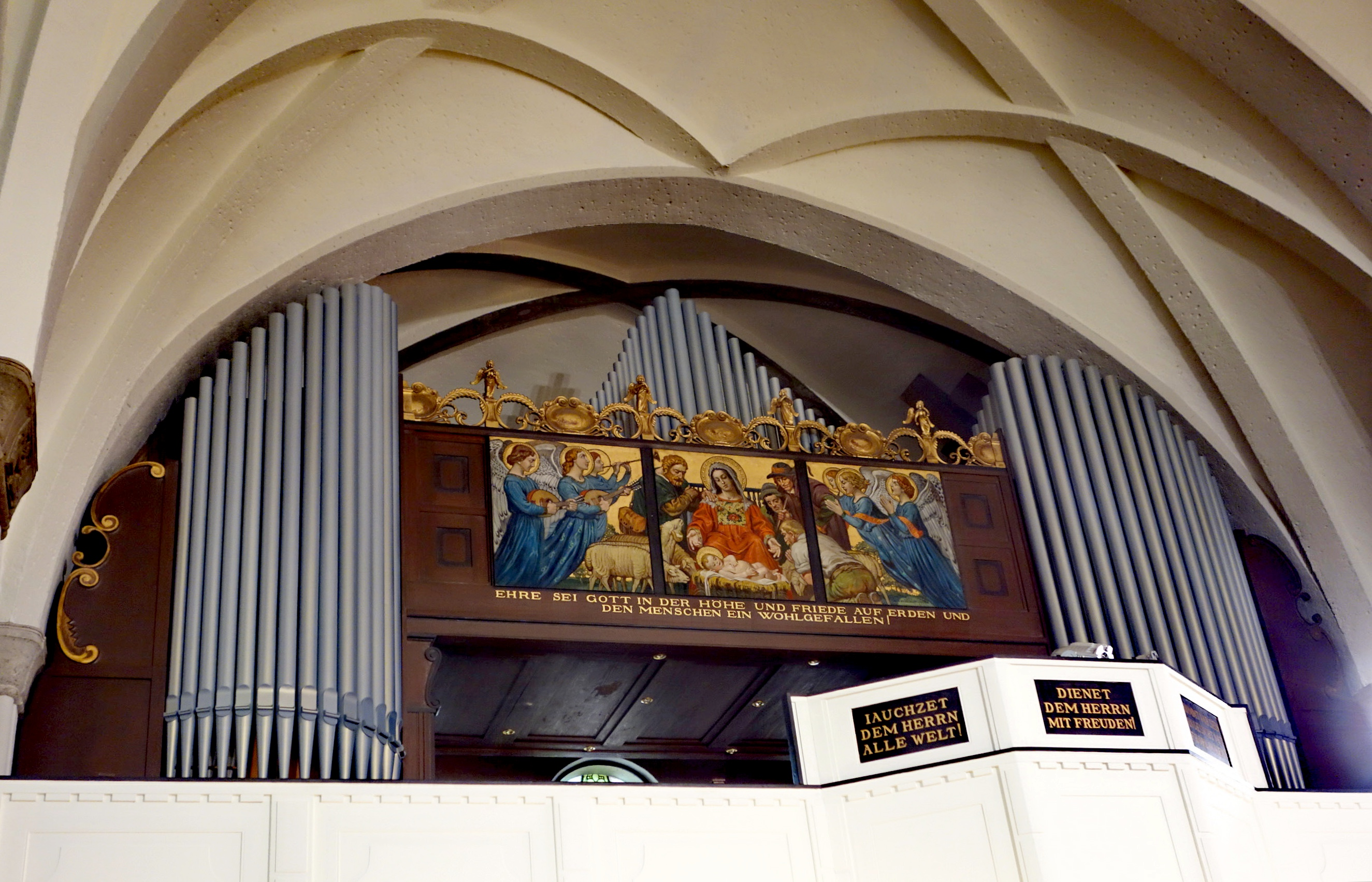
Walcker-Orgel von 1910

Die 1910 erbaute Orgel der Firma Walcker (opus 1537) auf zwei Manualen und Pedal ist eins der wenigen erhaltenen Beispiele des romantischen Orgelbaus in Lübeck. Die Disposition mit überwiegend weichen, grundtönigen Registern orientiert sich an symphonisch-orchestralen Instrumenten. Unterstützt wird dies dadurch, dass das Instrument mit Jalousieschwellern ausgestattet ist. Spiel- und Registertrakturen waren pneumatisch.
1980 wurde das Instrument renoviert (ebenfalls durch Walcker, opus 5744) und um ein Auxiliaire auf einer eigenen Lade mit sechs Registern und einem Tremulanten ergänzt, um auf der Orgel auch barocke Orgelliteratur darbieten zu können. Gleichzeitig erhielt das Instrument einen neuen, zusätzlichen fahrbaren Spieltisch. Dabei wurde die Traktur elektrisch. 2013 erfolgte eine Wiederherstellung der pneumatischen Traktur durch Orgelbau Mühleisen.
| I Hauptwerk |                |       |
| 1.          | Bourdun        | 16′   |
| 2.          | Prinzipal      | 8′    |
| 3.          | Gemshorn       | 8′    |
| 4.          | Viola di Gamba | 8′    |
| 5.          | Flöte          | 8′    |
| 6.          | Gedackt        | 8′    |
| 7.          | Oktave         | 4′    |
| 8.          | Flöte          | 4′    |
| 9.          | Rauschquinte   | 2 ⁄3′ |
| 10.         | Flautino       | 2′    |
| 11.         | Trompete       | 8′    |
| 12.         | Cornett        | 8′    |

| II Schwellwerk |                         |     |
| 13.            | Lieblich Gedeckt        | 16′ |
| 14.            | Quintatön               | 8′  |
| 15.            | Geigenprinzipal         | 8′  |
| 16.            | Salizional              | 8′  |
| 17.            | Flöte                   | 8′  |
| 18.            | Aeoline                 | 8′  |
| 19.            | Voix céleste            | 8′  |
| 20.            | Geigenprinzipal         | 4′  |
| 21.            | Flöte                   | 4′  |
| 22.            | Progressio Harmonica II |     |
| 23.            | Oboe                    | 8′  |

| Pedal |            |     |
| 24.   | Violon     | 16′ |
| 25.   | Gedecktbaß | 16′ |
| 26.   | Subbaß     | 16′ |
| 27.   | Oktavbaß   | 8′  |
| 28.   | Violon     | 8′  |
| 29.   | Gedecktbaß | 8′  |
| 30.   | Posaune    | 16′ |

| Auxiliares             |       |
| Haupt- und Schwellwerk |       |
| Sesquialtera II        | 2 ⁄3′ |
| Oktave                 | 2′    |
| Quinte                 | 1 ⁄3′ |
| Scharff IV             | 1′    |
| Hauptwerk              |       |
| Mixtur IV              | 1 ⁄3′ |
| Pedal                  |       |
| Choralbaß              | 4′    |

- Koppeln:
  - Normalkoppeln: II/I, I/P, II/P.
  - Suboktavkoppeln: II/I
- Spielhilfen: eine freie Kombination, feste Kombinationen (p, mf, f, Tutti ohne Zungen, Tutti), Crescendowalze, Calcant.

Bekannt wurde der junge Organist Jan Bender, dem von den Nationalsozialisten während des Lübecker Kirchenkampfs 1936 Orgelsabotage vorgeworfen wurde.